# ヒュール・ハウザー

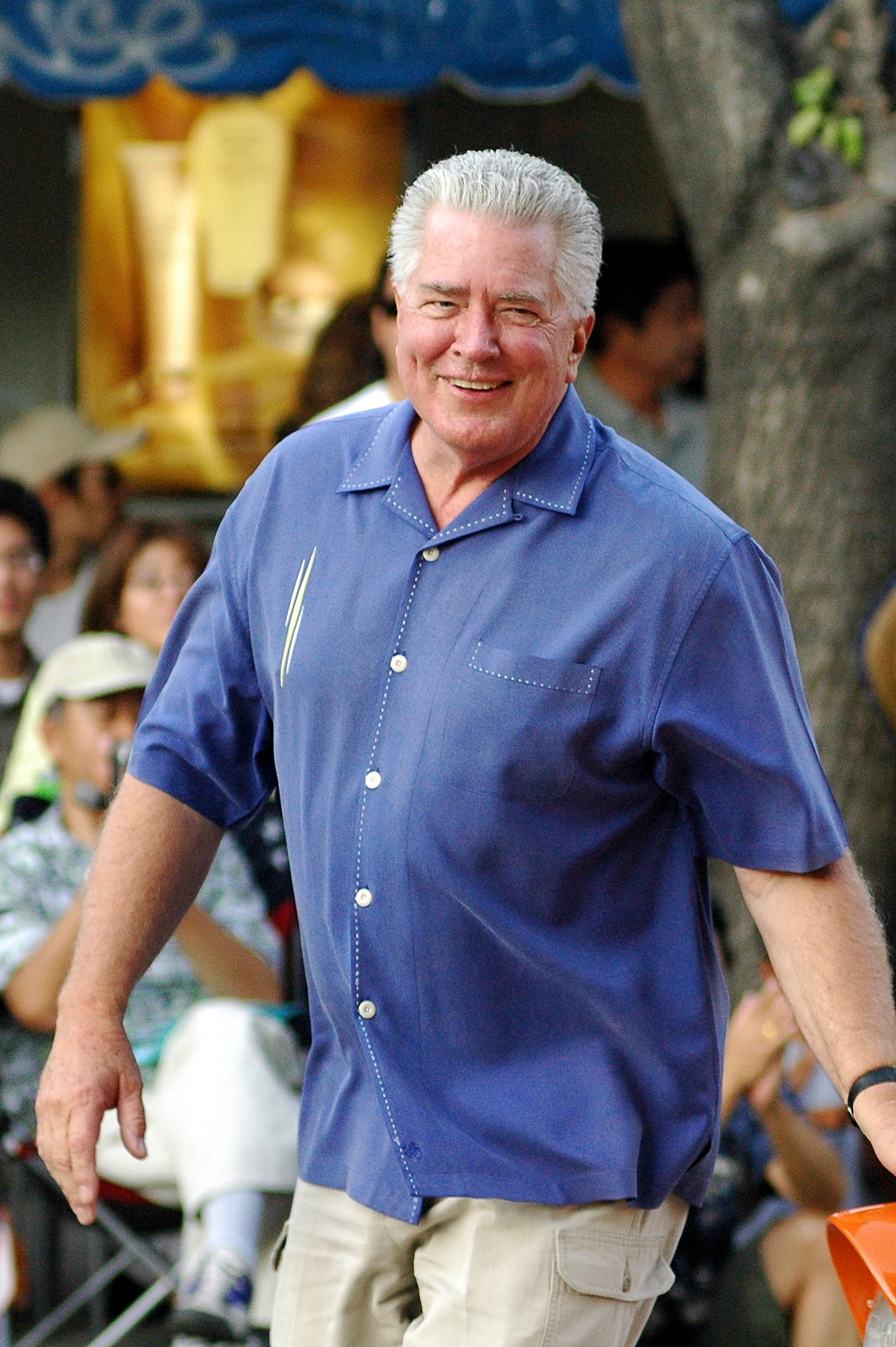
2007年の二世週日本祭にて

ヒュール・ハウザー（Huell Burnley Howser、1945年10月18日 – 2013年1月7日 ）は、アメリカ合衆国のテレビパーソナリティ。テネシー州ギャラティン出身。